# Botanophila costispinata
Botanophila costispinata este o specie de muște din genul Botanophila, familia Anthomyiidae, descrisă de Fan și Zheng în anul 1993.
Este endemică în Sichuan. Conform Catalogue of Life specia Botanophila costispinata nu are subspecii cunoscute.